# Кейп-Бретонське нагір'я
Кейп-Бретонське нагір'я (англ. Cape Breton Highlands, фр. Plateau du Cap-Breton, шотл. гел. Àrd-thalamh Cheap Bhreatainn) — плоскогір'я на півночі острова Кейп-Бретон в канадській провінції Нова Шотландія. Воно є частиною гірської системи Аппалачів і охоплює північні частини графств Інвернесс та Вікторія.
Зі сходу нагір'я обмежене Атлантичним океаном, з півночі і сходу — протокою Кабота, з півночі і заходу — затокою Світого Лаверентія, а з півдня — озером Бра-д'Ор. Середня висота на окраїнах плоскогір'я (на берегах вищезгаданих водойм) становить 350 м над рівнем моря, а в центрі — понад 500 м над рівнем моря. Найвищою вершиною Кейп-Бретонського нагір'я є пагорб Вайт-Гілл висотою 533 м.
Плоскогір'я складається з численних широких, пологих пагорбів, порізаних глибокими долинами та стрімкими річковими каньйонами. На півдні та заході плоскогір'я переходить у широкі долини, ґрунти в яких утворилися внаслідок зледеніння і забезпечують одні з найкращих сільськогосподарських угідь Кейп-Бретона. Більша частина внутрішніх районів і південних окраїн нагір'я вкрита вологими, прохолодними листяними лісами, які восени забарвлюються у вражаюче яскраві кольори. На південних схилах на висоті понад 300 м над рівнем моря через короткий вегетаційний період і суворий зимовий клімат росте лише бальзамиста ялиця (Abies balsamea). На північних і західних схилах, особливо на великій висоті, поширена гірська тундра.

Ландшафт Кейп-Бретонського нагір'я

Західні схили Кейп-Бретонського нагір'я представлені стрімкими скелями, які спускаються до узбережжя затоки Святого Лаврентія, тоді як на сході між узбережжям Атлантичного океану та нагір'ям лежить полога прибережна рівнина з низькими мисами та кількома пляжами.
У 1936 році федеральний уряд заснував Національний парк Кейп-Бретонського нагір'я, який охоплює 950 км² у північній третині плоскогір'я. Мальовнича стежка Кабота проходить уздовж узбережжя по периметру плоскогір'я. У той час як в прибережних районах графств Інвернесс та Вікторія, розташованих вздовж плоскогір'я, знаходиться кілька десятків невеликих рибальських поселень та туристичних баз, у внутрішній частині плоскогір'я немає доріг загального користування і живе дуже мало людей, що робить Кейп-Бретонське нагір'я однією з найбільших диких місцевостей Нової Шотландії.